# Michael Cramer
Michael Cramer (ur. 16 czerwca 1949 w Gevelsbergu) – niemiecki polityk i nauczyciel, poseł do Parlamentu Europejskiego VI, VII i VIII kadencji.

## Życiorys
Ukończył w 1974 studia pedagogiczne oraz z zakresu muzyki i sportu na Uniwersytecie Jana Gutenberga w Moguncji. Do 1995 pracował jako nauczyciel w gimnazjum, w latach 90. był też wykładowcą jednego z instytutów na Wolnym Uniwersytecie Berlina.
Zaangażował się w działalność partii Zielonych, został rzecznikiem ds. polityki komunikacyjnej. Zasiadał w parlamencie krajowym Berlina. Opublikował kilka pozycji książkowych, publikował także w różnych czasopismach.
W 2004 z listy Zielonych uzyskał po raz pierwszy mandat deputowanego do Parlamentu Europejskiego. W wyborach w 2009 i 2014 skutecznie ubiegał się o reelekcję. W PE zasiadł w grupie Zielonych i Wolnego Sojuszu Europejskiego.

## Odznaczenia
- Berliński Order Zasługi (2021)[1]